# الدوري الإيطالي الدرجة الثانية 1966–67
الدوري الإيطالي الدرجة الثانية 1966–67 (بالإيطالية: Serie B 1966-1967)‏ هو موسم من الدوري الإيطالي الدرجة الثانية. أقيم خلال الفترة 11 سبتمبر 1966 وحتى 18 يونيو 1967، وأشرف على تنظيمه Lega Nazionale Professionisti ‏، وكان عدد الأندية المشاركة فيه 20، وفاز فيه نادي سامبدوريا.